# Hành trình chết tiệt
Hành trình chết tiệt (tên gốc tiếng Anh: The End of the F***ing World) là loạt phim hài kịch đen của Anh dựa trên tác phẩm tiểu thuyết hình ảnh The End of the F***ing World của Charles Forsman. Loạt phim tám tập ra mắt tập đầu tiên trên Channel 4 tại Vương quốc Anh vào ngày 24 tháng 10 năm 2017, và sau đó cả tám tập được phát hành toàn bộ trên All 4. Netflix sở hữu bản quyền phân phối quốc tế và phát hành mùa đầu tiên của loạt phim vào ngày 5 tháng 1 năm 2018. Nội dung loạt phim xoay quanh James (Alex Lawther), một cậu bé 17 tuối tin rằng mình bị tâm thần, và Alyssa (Jessica Barden), cô bạn cùng lớp khó tính đã nhìn thấy ở James cơ hội để trốn thoát khỏi cuộc sống bí bách ở nhà. Gemma Whelan, Wunmi Mosaku, Steve Oram, Christine Bottomley, Navin Chowdhry, Barry Ward và Naomi Ackie tham gia vào các vai phụ.
Loạt phim được dựa trên các đoạn truyện tranh nhỏ thuộc loạt The End of the F***ing World của Forsman, được tổng hợp lại và phát hành dưới dạng sách vào năm 2013. Nhà sáng tạo Jonathan Entwistle đã liên hệ anh để thảo luận về việc chuyển thể, và một loạt phim dài tám tập được bật đèn xanh, bấm máy từ tháng 4 năm 2017. Loạt phim do Charlie Covell biên kịch, và các tập phim do Entwistle và Lucy Tcherniak đạo diễn. Tháng 8 năm 2018, Hành trình chết tiệt được xác nhận sẽ có mùa 2, ra mắt trên Channel 4 vào ngày 4 tháng 11 năm 2019, và ngày sau đó cả tám tập của mùa 2 cũng được phát hành tại Vương quốc Anh trên All 4, và trên Netflix đối với thị trường quốc tế. Covell xác nhận trước khi thực hiện mùa thứ 2 rằng cô không có ý định sản xuất mùa thứ 3 cho loạt phim.
Hành trình chết tiệt nhận được nhiều lời tán dương cho phần kịch bản, lối dẫn dắt phim và cách giải quyết tình huống cũng như diễn xuất của Lawther và Barden. Loạt phim được đề cử cho hạng mục Phim truyền hình chính kịch xuất sắc nhất tại giải BAFTA TV Awards 2018, cũng như giành chiến thắng Giải Peabody vào năm 2019.

## Nội dung
James là một thanh niên 17 tuổi tin rằng mình bị mắc chứng rối loạn nhân cách. Cậu có sở thích giết động vật, nhưng cậu ngày càng chán chường với chuyện đó. Cậu quyết định thử giết một người. Đó chính là Alyssa, một cô gái 17 tuổi huênh hoang, nổi loạn, mắc nhiều phiền toái trong cuộc sống và là bạn cùng lớp với cậu. Cô đề nghị với James cùng nhau bỏ trốn, tìm kiếm một cuộc phiêu lưu để thoát khỏi cuộc sống gia đình hỗn loạn của mình, và James đồng ý chủ yếu để có cơ hội giết cô. Họ lên đường đi khắp nước Anh, và mối quan hệ của họ bắt đầu phát triển sau hàng loạt tình thế rắc rối.

## Nhân vật

### Vai chính
- Alex Lawther vai James, một thanh niên 17 tuổi, tin rằng mình bị rối loạn nhân cách; là mối tình ngông cuồng của Alyssa[1] Jack Veal vai James lúc nhỏ.
- Jessica Barden vai Alyssa, một thiếu nữ nổi loạn và có mối quan tâm đặc biệt với James Holly Beechey vai Alyssa lúc nhỏ.
- Gemma Whelan vai Điều tra viên Eunice Noon, một điều tra viên vùng Donoghue
- Wunmi Mosaku vai Điều tra viên Teri Donoghue, đối tác cảnh sát khó tính của Noon
- Steve Oram vai Phil, người cha đầy trách nhiệm của James
- Christine Bottomley vai Gwen, mẹ Alyssa
- Navin Chowdhry vai Tony, gã cha dượng bắt nạt Alyssa
- Barry Ward vai Leslie Foley, người cha buôn thuốc đã bỏ rơi Alyssa

### Vai phụ
- Kierston Wareing vai Debbie, bạn gái cũ và có một đứa con với Leslie
- Geoff Bell vai Martin, một người đàn ông kỳ quặc đã lập gia đình cho Alyssa và James đi nhờ xe
- Alex Sawyer vai Topher, thanh niên mà Alyssa gặp trên đường và dụ dỗ làm trò người lớn
- Jonathan Aris vai Dr. Clive Koch, một nhà văn, giáo sư, tên cưỡng hiếp hàng loạt và là nạn nhân đầu tiên của James
- Eileen Davies vai Flora, mẹ của Clive
- Earl Cave vai Frodo, một nhân viên trạm xăng nghèo
- Felicity Montagu, quản lý trạm xăng
- Alex Beckett vai Jonno, khách hàng của Leslie
- Leon Annor vai Emil, bảo vệ an ninh cửa hàng đồ lót đã bắt giữ Alyssa
- Matt King vai DC Eddie Onslow
- Kelly Harrison vai người mẹ đã chết của James
- Zerina Imsirovic, chị em kế của Alyssa

## Tập phim
| Mùa | Mùa | Số tập | Số tập | Phát hành gốc        | Phát hành gốc        |
| --- | --- | ------ | ------ | -------------------- | -------------------- |
|     | 1   | 8      | 8      | 24 tháng 10 năm 2017 | 24 tháng 10 năm 2017 |
|     | 2   | 8      | 8      | 4 tháng 11 năm 2019  | 4 tháng 11 năm 2019  |

### Mùa 1 (2017)
| TT. tổng thể | Episode | Đạo diễn                            | Biên kịch      | Ngày phát sóng gốc   |
| ------------ | ------- | ----------------------------------- | -------------- | -------------------- |
| 1            | Tập 1   | Jonathan Entwistle                  | Charlie Covell | 24 tháng 10 năm 2017 |
| 2            | Tập 2   | Jonathan Entwistle                  | Charlie Covell | 24 tháng 10 năm 2017 |
| 3            | Tập 3   | Jonathan Entwistle                  | Charlie Covell | 24 tháng 10 năm 2017 |
| 4            | Tập 4   | Jonathan Entwistle                  | Charlie Covell | 24 tháng 10 năm 2017 |
| 5            | Tập 5   | Jonathan Entwistle & Lucy Tcherniak | Charlie Covell | 24 tháng 10 năm 2017 |
| 6            | Tập 6   | Lucy Tcherniak                      | Charlie Covell | 24 tháng 10 năm 2017 |
| 7            | Tập 7   | Lucy Tcherniak                      | Charlie Covell | 24 tháng 10 năm 2017 |
| 8            | Tập 8   | Lucy Tcherniak                      | Charlie Covell | 24 tháng 10 năm 2017 |

### Mùa 2 (2019)
| TT. tổng thể | Episode | Đạo diễn         | Biên kịch      | Ngày phát sóng gốc  |
| ------------ | ------- | ---------------- | -------------- | ------------------- |
| 9            | Tập 1   | Lucy Forbes      | Charlie Covell | 4 tháng 11 năm 2019 |
| 10           | Tập 2   | Lucy Forbes      | Charlie Covell | 4 tháng 11 năm 2019 |
| 11           | Tập 3   | Lucy Forbes      | Charlie Covell | 4 tháng 11 năm 2019 |
| 12           | Tập 4   | Lucy Forbes      | Charlie Covell | 4 tháng 11 năm 2019 |
| 13           | Tập 5   | Destiny Ekaragha | Charlie Covell | 4 tháng 11 năm 2019 |
| 14           | Tập 6   | Destiny Ekaragha | Charlie Covell | 4 tháng 11 năm 2019 |
| 15           | Tập 7   | Destiny Ekaragha | Charlie Covell | 4 tháng 11 năm 2019 |
| 16           | Tập 8   | Destiny Ekaragha | Charlie Covell | 4 tháng 11 năm 2019 |

## Phát hành
8 tập phim lần đầu được công chiếu trên Kênh 4 tại Vương quốc Anh vào ngày 24 tháng 10 năm 2017, sau khi bộ phim được phát hành trên All 4. Hành trình chết tiệt đã được công chiếu độc quyền bởi Netflix vào ngày 5 tháng 1 năm 2018.

## Đón nhận
Kể từ khi được phát hành trên Netflix, Hành trình chết tiệt đã nhận được nhiều lời khen ngợi. Bộ phim hiện đang đạt rating 96% trên trang web hệ thống tổng hợp kết quả đánh giá Rotten Tomatoes dựa trên 28 kết quả review, với tổng điểm trung bình là 7.95/10. Trang Metacritic (sử dụng thang điểm theo giá trị trung bình có trọng số) chấm 82/100 điểm dựa trên 10 nhà phê bình, với mức đánh giá "universal acclaim" (tạm dịch: phim được tán dương rộng khắp).
Nhà phê bình Daniel Fienberg của Hollywood Reporter bày tỏ lời khen về cách dẫn truyện, nhân vật, nhạc nền, cũng như diễn xuất của Alex Lawther và Jessica Barden, ông ca ngợi đây là "một hòn ngọc hài đen tám tập có sức ảnh hưởng đối với vương quốc Anh." Kelly Lawler của tờ USA Today đánh giá bộ phim "khá tưng tửng", bà cũng ca ngợi diễn xuất của Lawther và Barden, đồng thời có lời khen đối với những ý tưởng và sự thể hiện táo bạo trong bộ phim.